# Pasteurisation à froid
 (signalé en mai 2025).
Si vous disposez d'ouvrages ou d'articles de référence ou si vous connaissez des sites web de qualité traitant du thème abordé ici, merci de compléter l'article en donnant les références utiles à sa vérifiabilité et en les liant à la section « Notes et références ».
- Archive Wikiwix
- Bing
- Cairn
- DuckDuckGo
- E. Universalis
- Gallica
- Google
- G. Books
- G. News
- G. Scholar
- Persée
- Qwant
- (zh) Baidu
- (ru) Yandex
- (wd) trouver des œuvres sur Wikidata

La pasteurisation à froid est toute forme de pasteurisation ne reposant pas sur l'élévation de la température de l'aliment jusqu'au niveau de destruction des micro-organismes.
Deux procédés sont utilisés :
- L'irradiation des aliments par des rayonnements ionisants tuant les organismes présents.
- La pascalisation qui soumet les micro-organismes à une très haute pression.